# Das Buddhistische Haus
Das Buddhistische Haus est un temple bouddhiste ou Vihara à Berlin. Il est considéré comme le plus ancien temple bouddhiste d'Europe.

## Histoire
Le constructeur de la maison bouddhiste est le médecin et écrivain Paul Dahlke (de), qui est médecin à Berlin et apprit le bouddhisme lors de ses voyages en Asie. En 1900, il devient lui-même bouddhiste et enseignant de cette religion, traduit d'anciens écrits bouddhistes du pali en allemand et publie le Neubuddhistische Zeitschrift.
Peu de temps après la fin de la Première Guerre mondiale, il achète une lande couverte de pins d'environ 36 500 m2 à Berlin-Frohnau. En tant que centre de la religion bouddhiste, il y fait construire le bâtiment résidentiel aux allures de villa par l'architecte de Pankow Max Meyer à partir de 1923 avec le bâtiment du temple de style japonais derrière lui. Dahlke finance la construction avec de généreux dons, mais aussi avec ses propres fonds. Il planifie lui-même les installations extérieures selon ses interprétations des enseignements bouddhistes. En août 1924, la construction de la "maison bouddhiste" est si avancée que Dahlke put emménager avec sa gouvernante et quelques amis bouddhistes. En 1926, le temple est construit.
La "maison bouddhiste" est conçue comme un lieu de purification intérieure, dans la mesure où l'on peut atteindre un compromis entre la vie de moine bouddhiste et les conditions occidentales. Elle est une solution intermédiaire entre un monastère et un lieu de résidence pour les laïcs. Les Cinq Préceptes sont les exigences minimales pour le comportement de ceux qui vivent ici.
Pendant le Troisième Reich, les nazis interdisent les rencontres et les activités bouddhistes à partir de 1941. À la fin de la Seconde Guerre mondiale, des réfugiés s'y installent, les bâtiments sont détériorés, proches de la démolition
La German Dharmaduta Society (GDS), fondée le 21 septembre 1952 par Asoka Weeraratna, acquiert la propriété des héritiers de Paul Dahlke en 1957 et la transforme en vihara avec des moines résidents venus du Sri Lanka et d'autres pays, majoritairement du theravāda.
Dans les années 1960, le Dalaï Lama séjourne dans la Buddhistische Haus.
Depuis l'an 2000, la maison est dirigée par Tissa Weeraratna, un neveu du fondateur de la société allemande Dharmaduta. À l'été 2005, le nouveau directeur licencie les moines et le personnel qui y travaillaient auparavant pour gérer seul la maison. Il est soutenu par l'association de soutien allemande de la maison, nouvellement fondée en 2007. Après de graves irrégularités dans la gestion, l'organisation faîtière des bouddhistes vivant en Allemagne, "l'Union bouddhiste allemande", est contrainte d'exclure la maison bouddhiste du groupe des institutions qui représentent le bouddhisme en Allemagne en 2009. Depuis lors, l'installation est principalement une attraction touristique et un mémorial dans le nord de la capitale allemande. Les professeurs extérieurs continuent de donner des conférences et des cours de méditation. De plus, les moines du Sri Lanka qui vivent dans la maison sont les personnes de contact pour la communauté cinghalaise de Berlin. La bibliothèque et la salle de méditation sont ouvertes à tous les visiteurs.
Le 2 février 2007, le ministre des Affaires étrangères du Sri Lanka, Rohitha Bogollagama, visite la maison.

## Architecture
On pénètre dans la propriété par la porte des éléphants inspirée d'un bâtiment ceylanais. Un escalier raide de 73 marches mène devant lui, symbolisant le Noble Chemin octuple. Derrière la maison, il y a un lieu de rencontre et « l'étang d'immersion », une installation qui symbolise les quatre immersions du pratiquant jusqu'à l'établissement de l'état libre de bonheur et de souffrance. Il y a une vaste bibliothèque dans la maison. La maison de Ceylan, transformée en une dépendance en maison d'hôtes en 1974, est un peu hors des sentiers battus. Une sculpture en pierre de la déesse de la miséricorde, Guanyin, offerte par la ville japonaise de Nagoya en 1959, est visible dans le jardin. Dahlke est enterré à un endroit inconnu du jardin ; En 1988, une plaque est placée à la porte d'entrée en son honneur.
"La maison bouddhiste" est classée bien culturel national et est sous la protection des monuments. De plus, les espaces verts de la "Maison bouddhiste" sont classés jardin historique.

## Source de la traduction
- (de) Cet article est partiellement ou en totalité issu de l’article de Wikipédia en allemand intitulé « Das Buddhistische Haus » (voir la liste des auteurs).